# David Lauser
David Lauser (Reading, ...) è un batterista statunitense.
È conosciuto per la sua collaborazione con Sammy Hagar.

## Discografia

### Con Sammy Hagar
- 1981 - "Standing Hampton"
- 1983 - "Three Lock Box"
- 1984 - "VOA"
- 1987 - "I Never Said Goodbye"
- 1994 - "Unboxed"

### Con Sammy Hagar And The Waboritas
- 1999 - "Red Voodoo"
- 2000 - "Ten 13"
- 2002 - "Not 4 Sale"

### Con gli Alliance
- 1993 - "Alliance"
- 1999 - "Missing Piece"